# Wikipedia in ucraino
La Wikipedia in ucraino, spesso abbreviata in uk.wikipedia o uk.wiki (in ucraino Українська Вікіпедія?, Ukraïns'ka Vikipedija) è l'edizione in lingua ucraina dell'enciclopedia online Wikipedia.
Dal 4 marzo 2022, il logo di Wikipedia in ucraino raffigura il logo di Wikipedia con i colori dell'Ucraina, in merito all'invasione russa del 2022.

## Statistiche

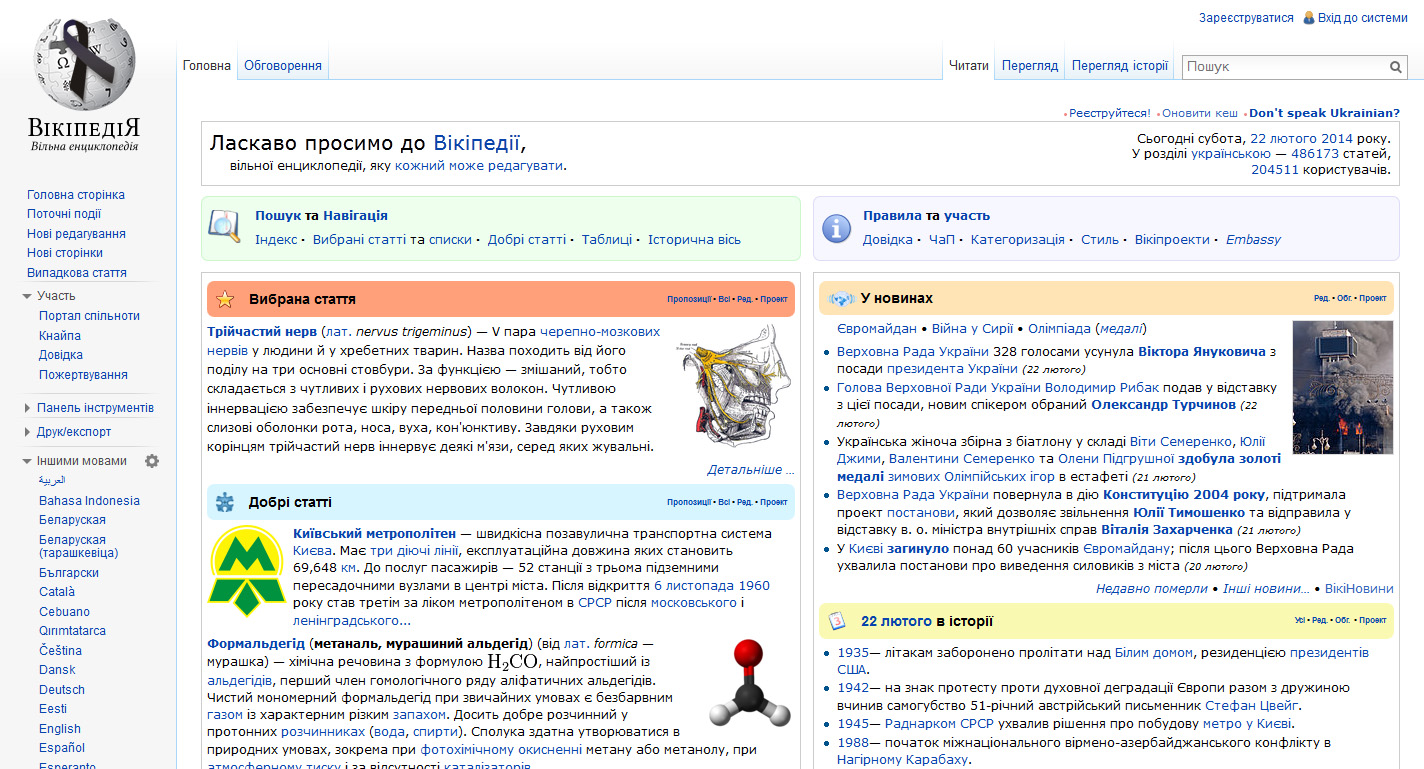
Pagina principale di Wikipedia in lingua ucraina il 23 febbraio 2014, con un fiocco nero sul logo in segno di lutto verso le vittime degli scontri durante l'Euromaidan.

La Wikipedia in ucraino ha 1 370 593 voci, 4 869 884 pagine, 792 799 utenti registrati di cui 3 264 attivi, 49 amministratori e una "profondità" (depth) di 60 (al 20 marzo 2025).
È la 14ª Wikipedia per numero di voci e, come "profondità", è la 30ª fra quelle con più di 100.000 voci (al 14 ottobre 2024).

## Cronologia

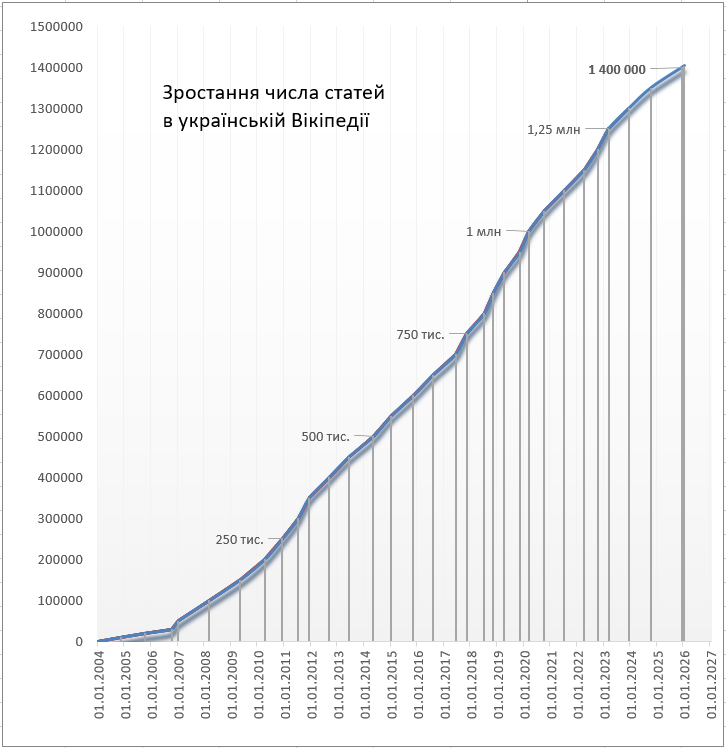
Crescita del numero di voci nella Wikipedia ucraina.

- 16 novembre 2004 — supera le 10.000 voci
- 16 gennaio 2007 — supera le 50.000 voci
- 28 marzo 2008 — supera le 100.000 voci ed è la 19ª Wikipedia per numero di voci
- 30 maggio 2009 — supera le 150.000 voci ed è la 16ª Wikipedia per numero di voci
- 7 aprile 2010 — supera le 200.000 voci ed è la 16ª Wikipedia per numero di voci
- 7 luglio 2011 — supera le 300.000 voci ed è la 15ª Wikipedia per numero di voci
- 20 settembre 2012 — supera le 400.000 voci ed è la 14ª Wikipedia per numero di voci
- 12 maggio 2014 — supera le 500.000 voci ed è la 16ª Wikipedia per numero di voci
- 13 novembre 2015 — supera le 600.000 voci ed è la 16ª Wikipedia per numero di voci
- 4 giugno 2017 — supera le 700.000 voci ed è la 16ª Wikipedia per numero di voci
- 10 luglio 2018 — supera le 800.000 voci ed è la 16ª Wikipedia per numero di voci
- 19 aprile 2019 — supera le 900.000 voci ed è la 16ª Wikipedia per numero di voci
- 22 marzo 2020 — supera 1.000.000 voci ed è la 17ª Wikipedia per numero di voci